# پردیس تئاتر تهران
پردیس تئاتر تهران، بزرگ‌ترین مرکز تئاتر حرفه‌ای ایران است که در جنوب شرقی تهران ساخته شده‌ است.  این مرکز هنری و آموزشی در زمینی به مساحت حدود ۲۸ هزارمترمربع و با زیربنای حدود ۱۶ هزارمترمربع در مجاورت فرهنگسرای خاوران در منطقه ۱۵ تهران قرار گرفته‌ است. مجموعه پردیس تئاتر تهران در بزرگراه امام علی، اتوبان شهید محلاتی شرق، خیابان شهید شاه‌آبادی جنوبی، بعد از میدان مالک اشتر، خیابان بقایی واقع است.
پردیس تئاتر تهران بزرگ‌ترین مجموعه سالن تئاتر ایران است که به عنوان میزبان جشنواره‌های داخلی و بین‌المللی نمایشی مورد استفاده قرار می‌گیرد. سالن اصلی پردیس تئاتر تهران گنجایش ۹۱۷ نفر را داشته و ظرفیت برگزاری تئاتر موزیکال، تئاتر سنتی، اجرای ارکستر سمفونیک و کنسرت موسیقی را نیز دارد. 
مشخصات سالن اصلی: برای دریافت جرییات بیشتر در این باره اینجا کلیک کنید.  
در پردیس تئاتر تهران به منظور بزرگداشت و ادای احترام به پیشکسوتان هنرهای نمایشی، ۵ سالن با نام هنرمندان شناخته شده؛ علی نصیریان، داوود رشیدی، محمود استادمحمد و جمشید مشایخی، و محمدعلی کشاورز نامگذاری شده‌است. 
مشاهده تصاویر بلک باکس‌های پردیس تئاتر تهران

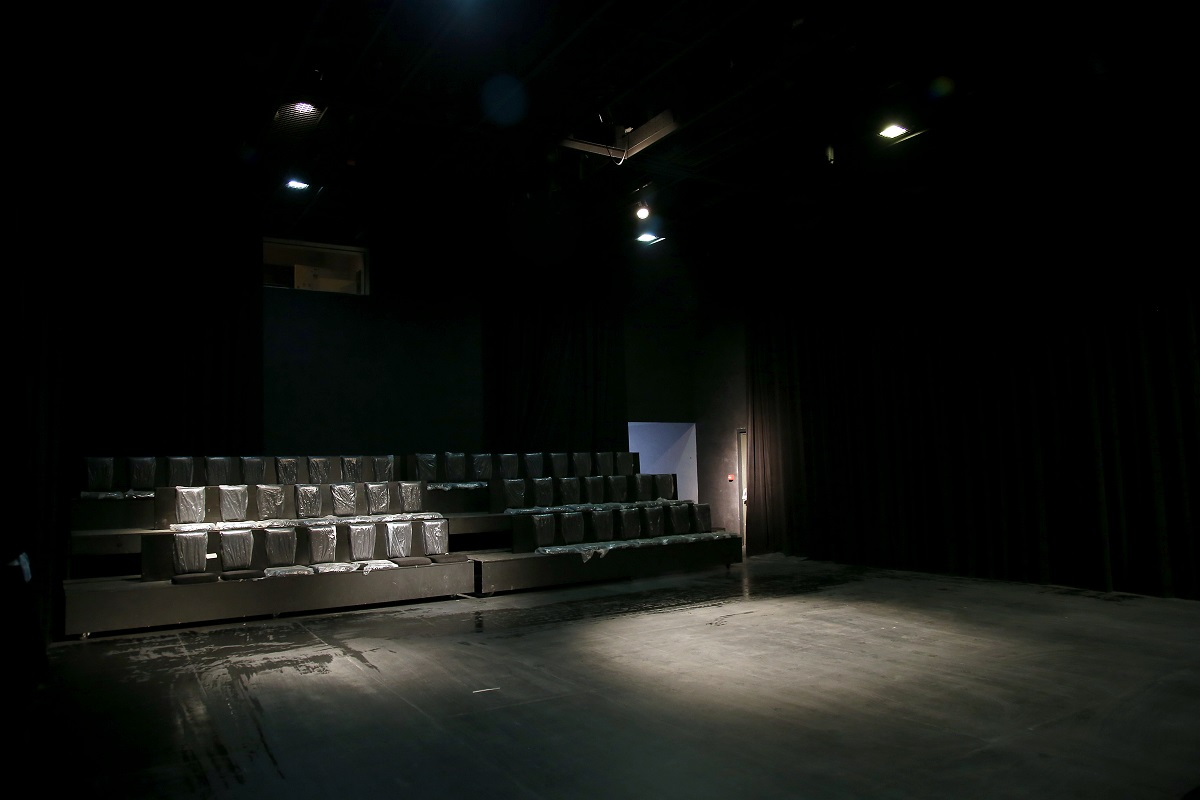
نمای صندلی سالن‌های بلک باکس

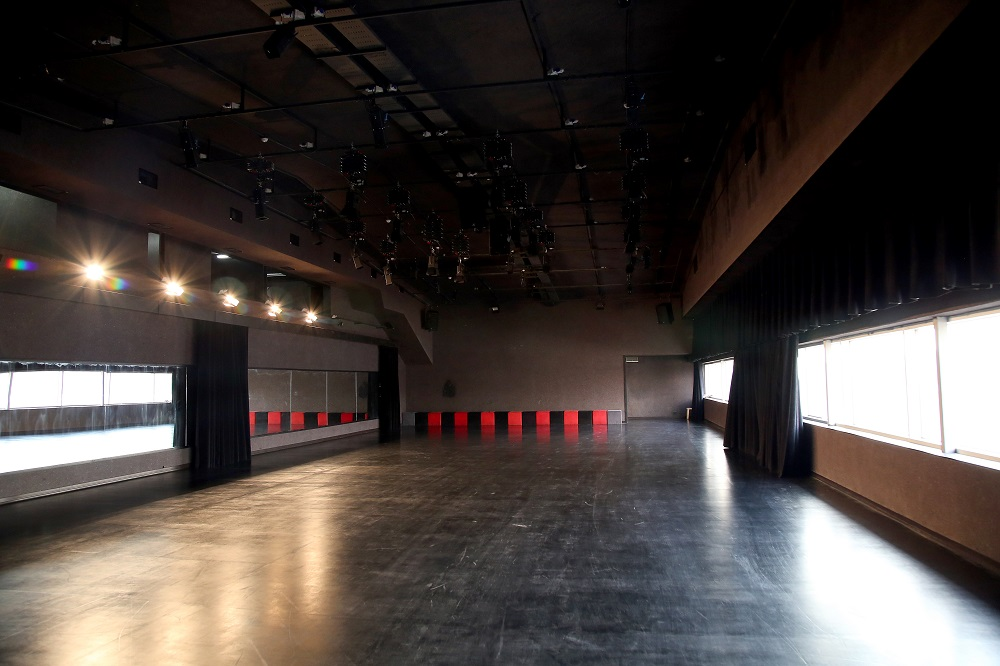
بزرگ‌ترین پلاتو پردیس تئاتر تهران

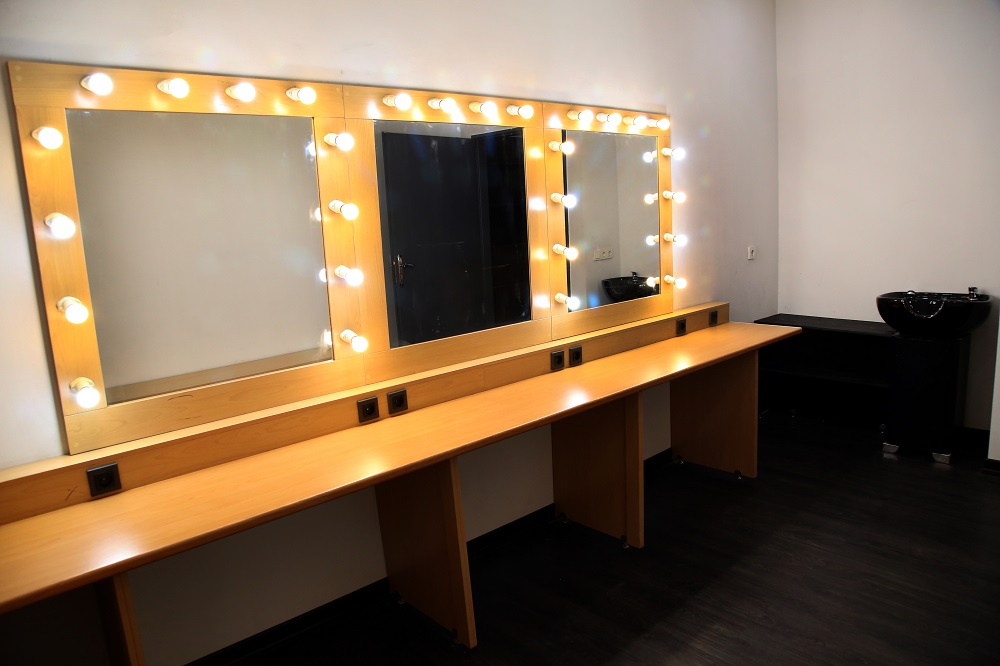
اتاق گریم این مجموعه

مدیریت ساخت پردیس تئاتر تهران را شرکت توسعه فضاهای فرهنگی شهرداری تهران بر عهده گرفته‌است. این مرکز هنری دارای کارگاه‌های ساخت دکور، سالن‌های تمرین، اتاق گریم و دیگر امکانات جانبی و فضاهای پشت صحنه است.

## آمفی تئاتر روباز

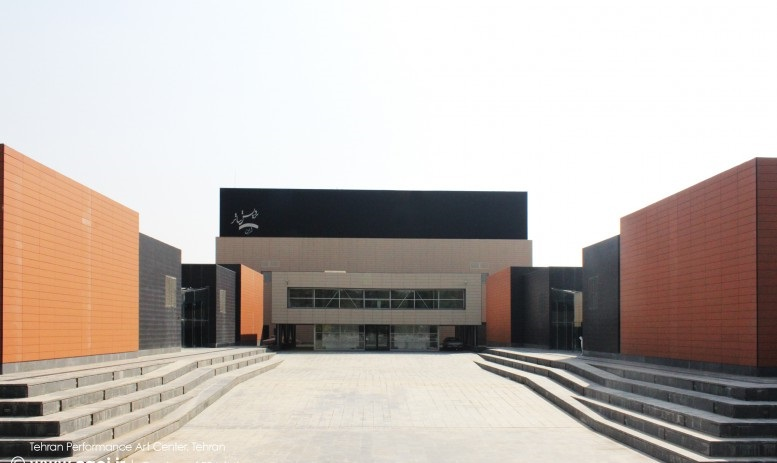

پردیس تئاتر تهران دارای فضای آمفی تئاتر روباز به مساحت ۳۵۰۰ مترمربع است که برای نمایش‌های آیینی و سنتی تعبیه شده‌است.
سالن این مجموعه دارای امکان تغییر زاویه کف برای ساخت دکورهای با کف صحنه شیب دار می‌باشد. ظرفیت قرارگیری گروه‌های بسیار بزرگ موسیقی تا بیش از ۲۰۰ نفر از ویژگی‌های سالن پردیس تئاتر تهران است. شروع ساخت این مرکز از سال ۱۳۸۶ بوده‌است.

## بلک باکس‌ها

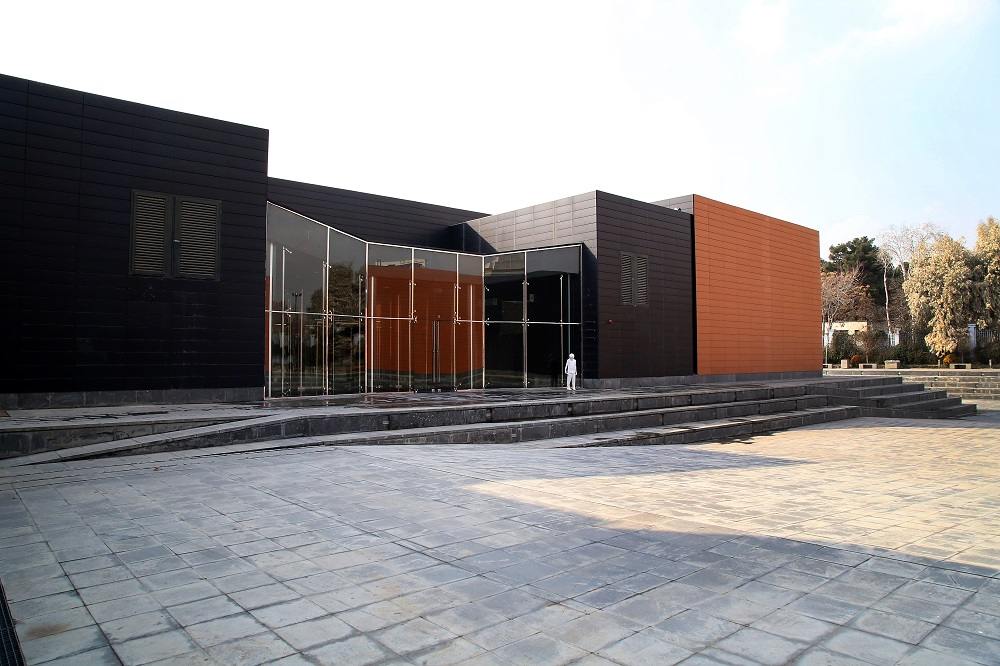

- سالن استاد علی نصیریان: ۱۵۰نفر
- سالن استاد داوود رشیدی: ۶۰نفر
- سالن استاد جمشید مشایخی: ۶۰نفر
- سالن استاد محمدعلی کشاورز: ۶۰نفر
- سالن استاد محمود استادمحمد: ۶۰نفر
- فضای روباز: تا ۱۰۰۰نفر

## سالن اصلی پردیس تئاتر تهران
قسمت تماشاگران

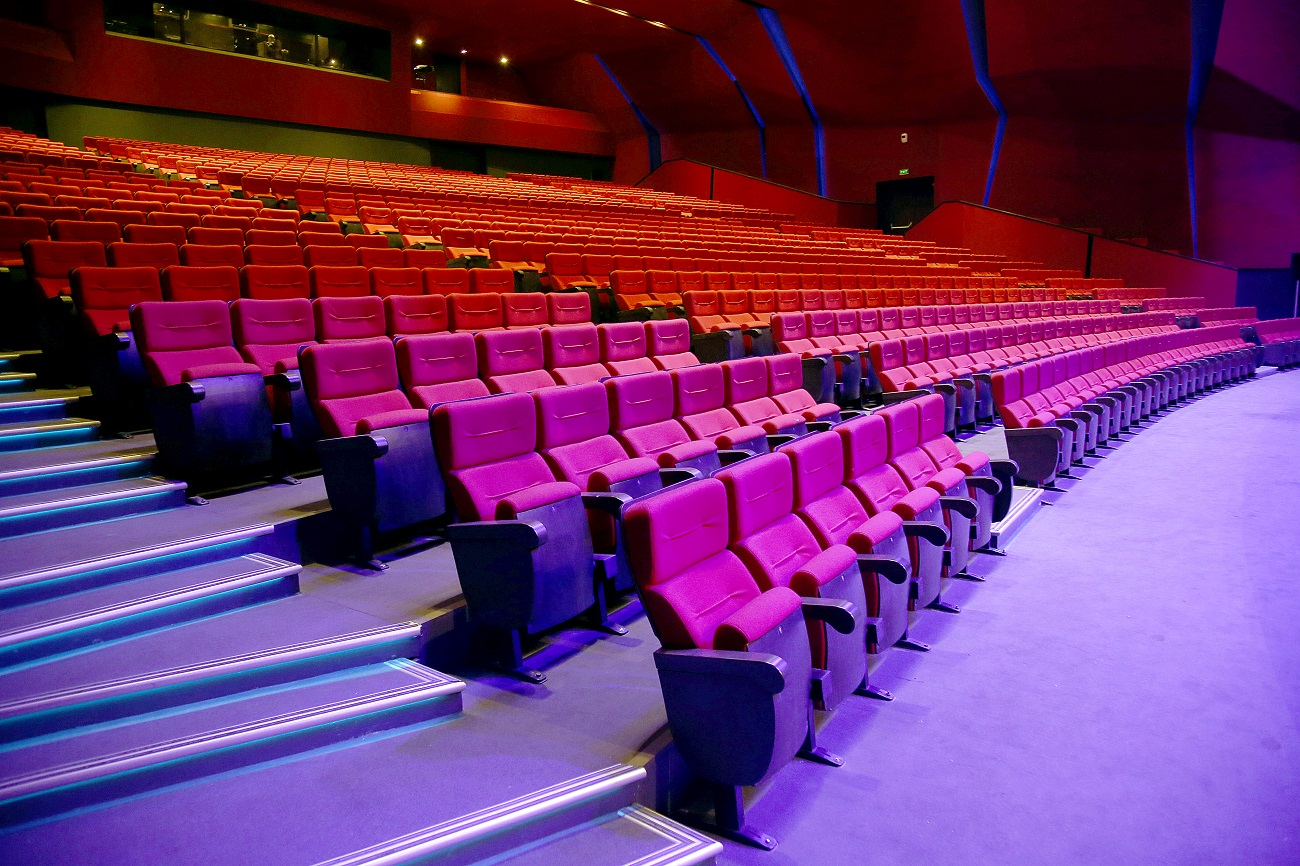

- ظرفیت سالن اصلی: ۹۱۷ نفر (۸۳۷ صندلی‌عمومی، ۸۰صندلی میهمان ویژه)
- عرض 28 متر
- طول تا پیشانی سن 27.5 متر
- طول تا کناره¬ی سن 29.5 متر
- ارتفاع در انتهای صندلی ها (ورودی عمومی تماشاگران) 6.30 متر
- ارتفاع در وسط استقرا تماشاگران(ورودی های تماشگران در قسمت بال) 8.30 متر
- ارتفاع در جلوی پیشانی سن (ورودی های v.i.p تماشاگران) 12 متر

روی سن اصلی:
- عمق کلی 20 متر
- عمق پیشانی تا کناره های ورودی (پله های کناره سن) 2 متر
- عمق از پیشانی تا پرده وسط 9 متر
- عمق از پرده وسط تا انتهای سن 11 متر
- عرض آوانسن (دهنه آوانسن) 23.30 متر
- عرض سن در پشت پرده وسط 18.70 متر
- عرض بک استیج از کناره پرده تا درب های بک استیج، هر طرف 7.50 متر
- ارتفاع پیشانی تا زیر رگالهای نور 10.50 متر
- ارتفاع بک استیج تا زیر رگال نور 16 متر
- ارتفاع تا سقف سیمانی 30 متر

تجهیزات پشت صحنه:
- سرویسهای ایرانی- فرنگی و حمام
- اتاق‌های تعویض لباس آقایان و بانوان مجهز به کمد لباس، سرویس فرنگی و حمام
- اتاقهای استراحت بانوان و آقایان با کفی موکت شده
- اتاق بازیگران
- اتاق کارگردان
- چهار اتاق گریم مجهز به کمد، روشور، سرشور و صندلی گریم
- دو اتاق گریم نهایی مستقر در بک استیج و دسترسی سریع به صحنه
- دو پلاتوی تمرینی مجهز به آینه و سیستم صوتی و نوری با ابعاد 23.30 در 10 متر و 8 در 12 متر با ارتفاع 4.50 متر

## سینما پردیس تئاتر تهران

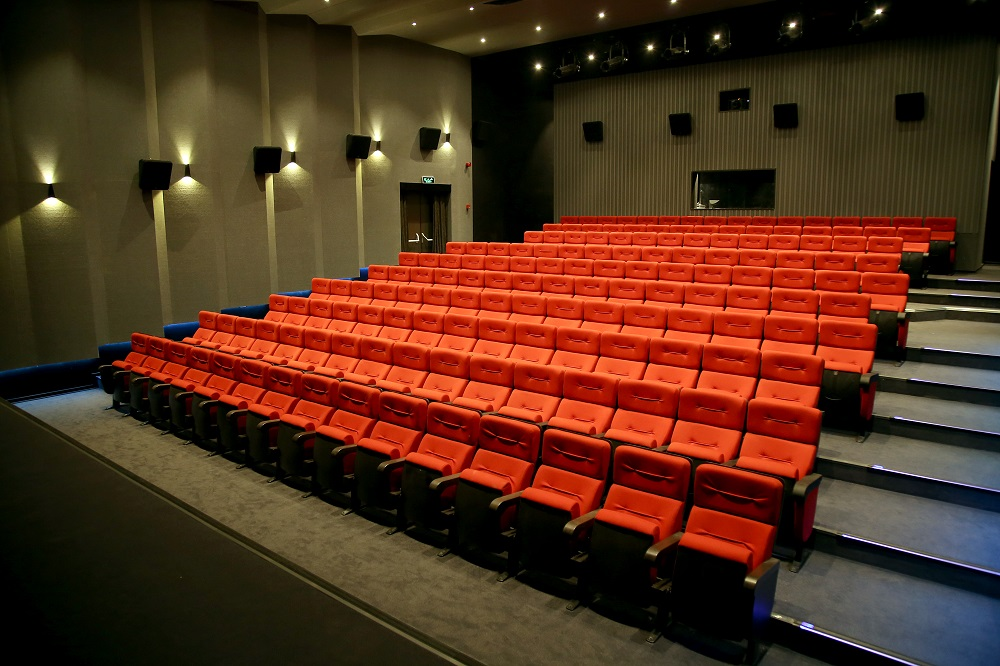

- جایگاه تماشاگران: مجهز به 150 صندلی
- سیستم صوتی: اسپیکرهای دالبی دیجیتال JBL
- سیستم پخش تصویر: دیتاپروژکتور CHRISTE 4K FULL HD
- پرده سیکلو با ابعاد 15 در 10 متر افقی
- آکوستیک: آکوستیک دیواره‌ها و سقف پنج لایه

## رستوران و پارکینگ پردیس تئاتر تهران

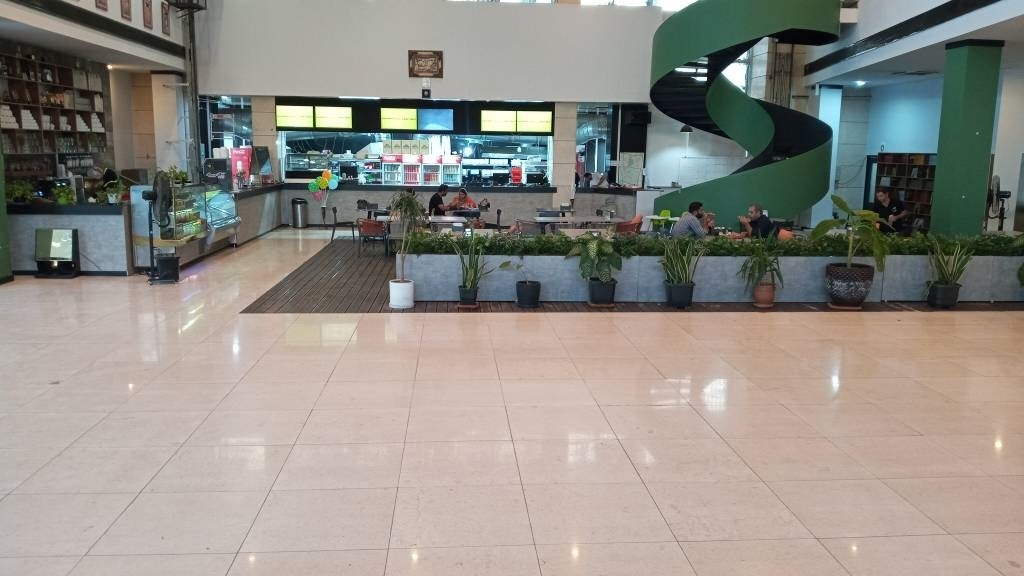

- رستوران و فست فود
- با ظرفیت پارک ۲۰۰ دستگاه خودرو

## آثار اجرا شده در پردیس تئاتر تهران
برخی از آثار اجرا شده در پردیس تئاتر تهران
نمایش من به کارگردانی فرهاد تجویدی
نمایش خسیس به کارگردانی مریم کاظمی
نمایش ماهیگیران ژاپنی به کارگردانی احمد بیگی
نمایش آرش کمانگیر به کارگردانی مریم کاظمی
نمایش شین به کارگردانی حسن همتی
نمایش سرزمین سکوت به کارگردانی مالک حدپور سراج
نمایش مطرب به کارگردانی بهزاد فرهانی